# Sacramento (Kentucky)
Sacramento is een plaats (city) in de Amerikaanse staat Kentucky, en valt bestuurlijk gezien onder McLean County.

## Demografie
Bij de volkstelling in 2000 werd het aantal inwoners vastgesteld op 517.
In 2006 is het aantal inwoners door het United States Census Bureau geschat op 511, een daling van 6 (-1,2%).

## Geografie
Volgens het United States Census Bureau beslaat de plaats een oppervlakte van
1,1 km², geheel bestaande uit land. Sacramento ligt op ongeveer 138 m boven zeeniveau.

## Plaatsen in de nabije omgeving
De onderstaande figuur toont nabijgelegen plaatsen in een straal van 16 km rond Sacramento.